# Campionato europeo di hockey su prato
Il campionato europeo di hockey su prato (in inglese EuroHockey Nations Championship) è la principale competizione europea per squadre nazionali di hockey su prato.
Il torneo maschile si tenne per la prima volta nel 1970, mentre quello femminile nel 1980.
Prima del 2003 la competizione si svolgeva ogni quattro anni, poi è stata stabilita una cadenza biennale.
Le finaliste si qualificano per i Giochi olimpici o per la Coppa del mondo.

## Formato
Il torneo consiste di divisioni, normalmente formate da 8 squadre. Le nazionali si qualificano per le varie divisioni in base al piazzamento nella stagione precedente.

## Albo d'oro

### Uomini
| Anno | Sede            | Finale         | Finale    | Finale           | Finale per il 3º posto | Finale per il 3º posto | Finale per il 3º posto |
| Anno | Sede            | Vincitore      | Risultato | Finalista        | 3º posto               | Risultato              | 4º posto               |
| ---- | --------------- | -------------- | --------- | ---------------- | ---------------------- | ---------------------- | ---------------------- |
| 1970 | Bruxelles       | Germania Ovest | 3–1       | Paesi Bassi      | Spagna                 | 2–1                    | Francia                |
| 1974 | Madrid          | Spagna         | 1–0       | Germania Ovest   | Paesi Bassi            | 4–1                    | Inghilterra            |
| 1978 | Hannover        | Germania Ovest | 3–2       | Paesi Bassi      | Inghilterra            | 2–0                    | Spagna                 |
| 1983 | Amstelveen      | Paesi Bassi    | 2-2       | Unione Sovietica | Germania Ovest         | 3–1                    | Spagna                 |
| 1987 | Mosca           | Paesi Bassi    | 1–1       | Inghilterra      | Germania Ovest         | 3–2                    | Unione Sovietica       |
| 1991 | Parigi          | Germania       | 3–1       | Paesi Bassi      | Inghilterra            | 1–1                    | Unione Sovietica       |
| 1995 | Dublino         | Germania       | 2–2       | Paesi Bassi      | Inghilterra            | 2–1                    | Belgio                 |
| 1999 | Padova          | Germania       | 3–3       | Paesi Bassi      | Inghilterra            | 7–2                    | Belgio                 |
| 2003 | Barcellona      | Germania       | 1–1       | Spagna           | Inghilterra            | 1–1                    | Paesi Bassi            |
| 2005 | Lipsia          | Spagna         | 4-2       | Paesi Bassi      | Germania               | 9–1                    | Belgio                 |
| 2007 | Manchester      | Paesi Bassi    | 3-2       | Spagna           | Belgio                 | 4–3                    | Germania               |
| 2009 | Amstelveen      | Inghilterra    | 5-3       | Germania         | Paesi Bassi            | 6–1                    | Spagna                 |
| 2011 | Mönchengladbach | Germania       | 4-2       | Paesi Bassi      | Inghilterra            | 2–1                    | Belgio                 |
| 2013 | Boom            | Germania       | 3-1       | Belgio           | Paesi Bassi            | 3–2                    | Inghilterra            |
| 2015 | Londra          | Paesi Bassi    | 6-1       | Germania         | Irlanda                | 4–2                    | Inghilterra            |
| 2017 | Amstelveen      | Paesi Bassi    | 4–2       | Belgio           | Inghilterra            | 4–2                    | Germania               |
| 2019 | Anversa         | Belgio         | 5-0       | Spagna           | Paesi Bassi            | 4–0                    | Germania               |
| 2021 | Amstelveen      | Paesi Bassi    | 2–2       | Germania         | Belgio                 | 3–2                    | Inghilterra            |

### Donne
| Anno | Sede            | Finale      | Finale    | Finale           | Finale per il 3º posto | Finale per il 3º posto | Finale per il 3º posto |
| Anno | Sede            | Vincitore   | Risultato | Finalista        | 3º posto               | Risultato              | 4º posto               |
| ---- | --------------- | ----------- | --------- | ---------------- | ---------------------- | ---------------------- | ---------------------- |
| 1984 | Lilla           | Paesi Bassi | 2–0       | Unione Sovietica | Germania Ovest         | 1–0                    | Inghilterra            |
| 1987 | Londra          | Paesi Bassi | 2–2       | Inghilterra      | Unione Sovietica       | 2–1                    | Germania Ovest         |
| 1991 | Bruxelles       | Inghilterra | 2–1       | Germania         | Unione Sovietica       | 3–2                    | Paesi Bassi            |
| 1995 | Amstelveen      | Paesi Bassi | 2–2       | Spagna           | Germania               | 1–0                    | Inghilterra            |
| 1999 | Colonia         | Paesi Bassi | 2–1       | Germania         | Inghilterra            | 5–0                    | Russia                 |
| 2003 | Barcellona      | Paesi Bassi | 5–0       | Spagna           | Germania               | 3–1                    | Inghilterra            |
| 2005 | Dublino         | Paesi Bassi | 2–1       | Germania         | Inghilterra            | 4–0                    | Spagna                 |
| 2007 | Manchester      | Germania    | 2–0       | Paesi Bassi      | Inghilterra            | 3–2                    | Spagna                 |
| 2009 | Amstelveen      | Paesi Bassi | 3–2       | Germania         | Inghilterra            | 2–1                    | Spagna                 |
| 2011 | Mönchengladbach | Paesi Bassi | 3-0       | Germania         | Inghilterra            | 2–1                    | Spagna                 |
| 2013 | Boom            | Germania    | 4-4       | Inghilterra      | Paesi Bassi            | 3–1                    | Belgio                 |
| 2015 | Londra          | Inghilterra | 2-2       | Paesi Bassi      | Germania               | 5–1                    | Spagna                 |
| 2017 | Amstelveen      | Paesi Bassi | 3–0       | Belgio           | Inghilterra            | 2–0                    | Germania               |
| 2019 | Anversa         | Paesi Bassi | 2–0       | Germania         | Spagna                 | 3–2                    | Inghilterra            |
| 2021 | Amstelveen      | Paesi Bassi | 2–0       | Germania         | Belgio                 | 3–1                    | Spagna                 |

## Medagliere

### Uomini
| Pos.   | Paese            | Oro | Argento | Bronzo | Totale |
| ------ | ---------------- | --- | ------- | ------ | ------ |
| 1      | Germania         | 8   | 4       | 3      | 15     |
| 2      | Paesi Bassi      | 6   | 7       | 4      | 17     |
| 3      | Spagna           | 2   | 3       | 1      | 6      |
| 4      | Belgio           | 1   | 2       | 2      | 5      |
| 5      | Inghilterra      | 1   | 1       | 7      | 9      |
| 6      | Unione Sovietica | 0   | 1       | 0      | 1      |
| 7      | Irlanda          | 0   | 0       | 1      | 1      |
| Totale | Totale           | 18  | 18      | 18     | 54     |

### Donne
| Pos.   | Paese            | Oro | Argento | Bronzo | Totale |
| ------ | ---------------- | --- | ------- | ------ | ------ |
| 1      | Paesi Bassi      | 11  | 2       | 1      | 14     |
| 2      | Germania         | 2   | 7       | 4      | 13     |
| 3      | Inghilterra      | 2   | 2       | 6      | 10     |
| 4      | Spagna           | 0   | 2       | 1      | 3      |
| 5      | Unione Sovietica | 0   | 1       | 2      | 3      |
| 5      | Belgio           | 0   | 1       | 1      | 2      |
| Totale | Totale           | 15  | 15      | 15     | 45     |